# محمد فضلون
محمد فضلون (انگلیسی: Mohamed Fadhloun؛ زادهٔ ۱۶ فوریهٔ ۱۹۹۴) بازیکن فوتبال اهل فرانسه است.
از باشگاه‌هایی که در آن بازی کرده‌است می‌توان به باشگاه فوتبال سدان اشاره کرد.